# Pityogenes chalcographus
Pityogenes chalcographus là một loài côn trùng trong họ Curculionidae. Loài này được Linnaeus miêu tả khoa học đầu tiên.
Đây là loài gây hại của cây Picea abies, phát triển phổ biến ở Romania.